# Zdena Šafářová
Zdena Šafářová (* 20. August 2003) ist eine tschechische Tennisspielerin.

## Karriere
Šafářová spielt bislang vor allem Turniere der ITF Women’s World Tennis Tour, wo sie bislang fünf Titel im Doppel gewinnen konnte.

### College Tennis
Seit 2023 spielt Šafářová für die Oklahoma Sooners der University of Oklahoma.

## Turniersiege

### Doppel
| Nr. | Datum           | Turnier         | Kategorie | Belag     | Partnerin               | Finalgegnerinnen                         | Ergebnis |
| --- | --------------- | --------------- | --------- | --------- | ----------------------- | ---------------------------------------- | -------- |
| 1.  | 16. Juli 2022   | Monastir        | ITF W15   | Hartplatz | Chen Mengyi             | Elena Milovanović Eliessa Vanlangendonck | 7:5, 6:1 |
| 2.  | 20. August 2022 | Bad Waltersdorf | ITF W15   | Sand      | Jekaterina Owtscharenko | Panna Bartha Stefania Bojica             | 6:1, 6:3 |
| 3.  | 6. Mai 2023     | Monastir        | ITF W15   | Hartplatz | Marie Villet            | Nina Rudjukowa Jelisaweta Schebekina     | 6:0, 6:4 |
| 4.  | 27. Juli 2024   | Monastir        | ITF W15   | Hartplatz | Marie Villet            | Ksenia Efremova Sophia Ksandinov         | 6:1, 6:1 |
| 5.  | 14. Juni 2025   | Monastir        | ITF W15   | Hartplatz | Lilian Poling           | Claudia Ferrer Pérez Adithya Karunaratne | 6:2, 7:5 |